# Snorre
Snorre är ett förnamn av fornnordiskt ursprung. Namnet kommer av ordet snorra ("snurra") och namnet har tolkats som ett tillnamn med betydelsen vildhjärna eller vildstyring. Den fornnordiska och nuvarande isländska stavningen av namnet är Snorri.
Namnet är mycket ovanligt i Sverige. Den 31 december 2008 fanns det 27 män med namnet, varav 13 med det som tilltalsnamn. Snorre är desto vanligare i Norge, med 1 523 namnbärare 2008, och på Island där 549 bar namnet 1 januari 2007.
Namnsdag: 23 september i Norge, 18 november i Sverige.

## Personer med namnet Snorre
- Snorre gode (963–1031), isländsk storman och hövding
- Snorre Sturlasson (omkring 1179–1241), isländsk författare
- Snorre Wohlfahrt (1895–1969), svensk läkare
- Snorri Hjartarson (1906–1986), isländsk författare
- Snorre Andersen (1914–1979), norsk målare
- Snorre Tindberg (1923–2008), norsk scenograf
- Snorri Steinn Guðjónsson (1981– ), isländsk handbollsspelare